# Pico Margalida
El Pico Margalida es un pico de los Pirineos con una altitud 3241 metros, situado en el macizo de la Maladeta en la provincia de Huesca, Aragón (España).

## Descripción
El Pico Margalida está situado en la intersección de la cresta de Tempestades y la cresta de Salenques.
Al este del Pico de Margalida en la cresta de Tempestades se encuentra el Pico Tempestades (3296 m), al oeste del pico en la cresta de Salenques se encuentra la Forca d'Estassèn (3028 m) y al sur se encuentra el Pico de Russel (3205 m) separado del Pico Margalida a través de la brecha de Russel (3154 m).
Al Norte del Pico de Margalida se encuentra el glaciar de Tempestades y al sur el glaciar de Salenques.